# Danpaati
Danpaati is een eiland in de Boven-Surinamerivier. Het betekent vertaald eiland van Dan, waarbij Dan een dorp bij het eiland is aan de rechteroever van de rivier.
Het eiland is vierhonderd bij vijfenzestig meter groot en is begroeid met bomen met aan de randen zandstranden. Op zuidelijke deel staat het vakantieoord Danpaati River Lodge met een aantal huisjes, een bar, restaurant en souvenirswinkel. Voor de gasten worden activiteiten georganiseerd, zoals bos- en dorpswandelingen, tochten en voorstellingen. Het initiatief kwam in 1995 van vijf mensen die het resort opzetten als goed doel waaraan de lokale bevolking meeprofiteert.
In 2014 bezochten vijfentwintig studenten van de Nederlandse Saxion Hogeschool het eiland voor een studiereis, en in hetzelfde jaar de eigenaren van het Nederlande drie-sterrenrestaurant De Librije. Het jaar erop was de bedrijfsleidster Christa Amoida voor een werkstage in De Librije. In november 2015 en opnieuw in 2017 werd het resort internationaal onderscheiden met de Luxury Travel Guide Award.